# Sasa quelpaertensis
Sasa quelpaertensis är en gräsart som beskrevs av Takenoshin Nakai. Sasa quelpaertensis ingår i släktet sasabambu, och familjen gräs. Inga underarter finns listade i Catalogue of Life.